# 김영동 (국악인)
김영동(金英東, 1951년 1월 29일 ~ )은 대한민국의 국악 작곡가이다. 종교는 불교다. 국립국악원 부설 국악사양성소와 서울대학교 음악대학 국악과에서 대금을 전공했다. 1979년 〈개구리 소리〉와 〈애서당〉을 담은 동요국악곡집을 내놓으며 예사롭지 않은 눈길을 끌었다. 전통음악뿐만 아니라 연극, TV 드라마와 다큐멘터리 음악도 작곡했는데, 이러한 작품으로는 〈조각배〉, 〈삼포로 가는 길〉이 있다. 또한 국악관현악 작품집인 〈매굿〉과 대금 연주곡집 〈상영산〉은 뛰어난 작품으로 인정받는다.